# Spinicrurellum nigricans
Genre
Espèce
Synonymes
- Spinicrus nigricans Hickman, 1957

Spinicrurellum nigricans, unique représentant du genre Spinicrurellum, est une espèce d'opilions eupnois de la famille des Neopilionidae.

## Distribution
Cette espèce est endémique de Tasmanie en Australie.

## Description
Le mâle holotype mesure 2,4 mm et la femelle paratype 4,17 mm.

## Systématique et taxinomie
Cette espèce a été décrite sous le protonyme Spinicrus nigricans par Hickman en 1957. Elle est placée dans le genre Megalopsalis par Taylor en 2013 puis dans le genre Spinicrurellum par Taylor en 2025.
Ce genre a été décrit par Taylor en 2025 dans les Neopilionidae.

## Publications originales
- Hickman, 1957 : « Some Tasmanian harvestmen of the sub-order Palpatores. » Papers and proceedings of the Royal Society of Tasmania, vol. 91, p. 65–79.
- Taylor, 2025 : « Further discussion of relationships within Australasian Neopilionidae (Opiliones: Phalangioidea), with description of two new species and eight new genera. » Zootaxa, no 5631(1), p. 52–82.